# クライスラー・フィフスアベニュー
フィフスアベニュー （Chrysler Fifth Avenue）は、アメリカ合衆国の自動車会社・クライスラーが、1979年から1993年まで、自社が販売する最も大型の乗用車に冠していた名称である。

## 由来
ニューヨーク市のメインストリートである「5番街」に由来する。

## フルサイズRボディー（1979年 - 1981年）
フィフスアベニューは1979年からニューヨーカーのオプションパッケージとして用意された。
フィフスアベニューの名は、1980年からFRミッドサイズのルバロンのオプションパッケージとしても使用されることとなる。

## ミッドサイズMボディー（1980年 - 1989年）

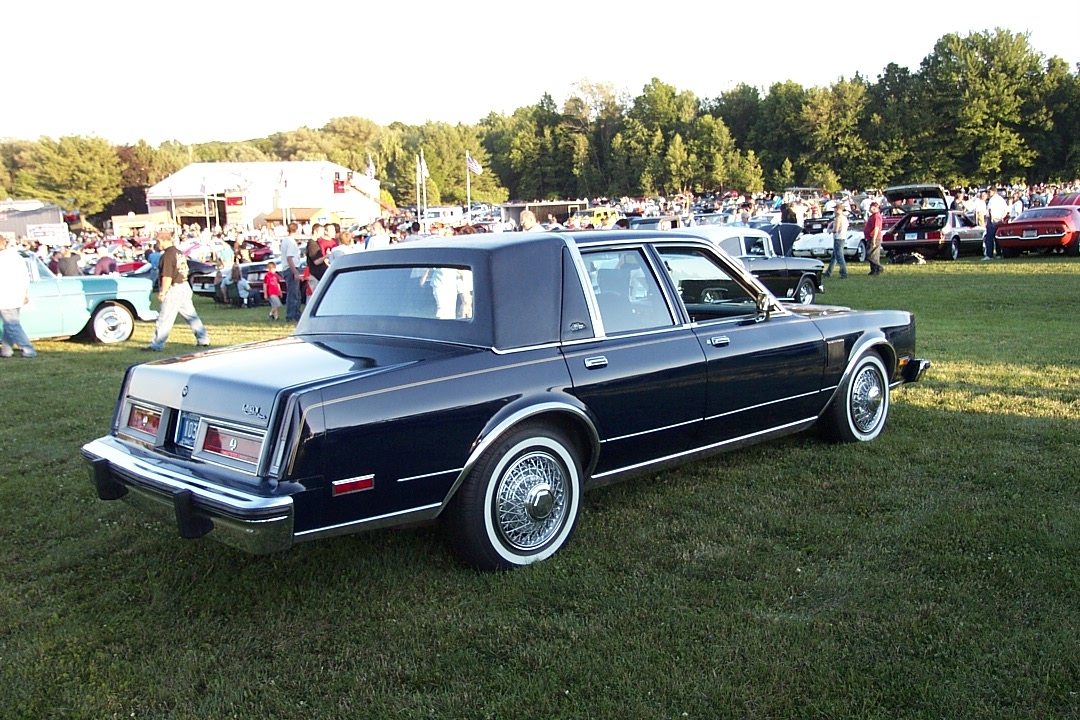
1980年型レバロン・フィフスアベニュー

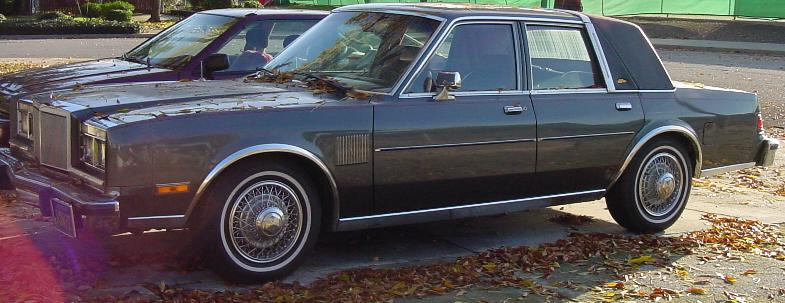
1983年型ニューヨーカー・フィフスアベニュー

Mボディー(FRミッドサイズ)のフィフスアベニューが初めて誕生したのは1980年、レバロンに用意されたレバロン・フィフスアベニュー・リミテッドエディションというオプションパッケージである。
同年のニューヨーカー・フィフスアベニューとは仕様は似ていたが、こちらは一クラス上のフルサイズであり姉妹車ではない。
1982年に、クライスラー・レバロンがMボディーからKカー(FFコンパクト)に小型化され、同時にレバロン・フィフスアベニューは消滅。
同時に、Rボディー(FRフルサイズ)のニューヨーカーがMボディに小型化され、同時にニューヨーカー・フィフスアベニューもMボディに移行というカタチとなった。
見方によっては、1982年型ニューヨーカーフィフスアベニューはレバロン・フィフスアベニューの改名というカタチでもある。
1983年型、ニューヨーカーがEプラットフォーム(FFミッドサイズ)にフルモデルチェンジしたが、ニューヨーカー・フィフスアベニューはMボディーのまま続行生産される。
1984年に、ニューヨーカー・フィフスアベニューはフィフスアベニューに改名される。1989年、生産終了となった。

## ミッドサイズYボディー（1990年 - 1993年）

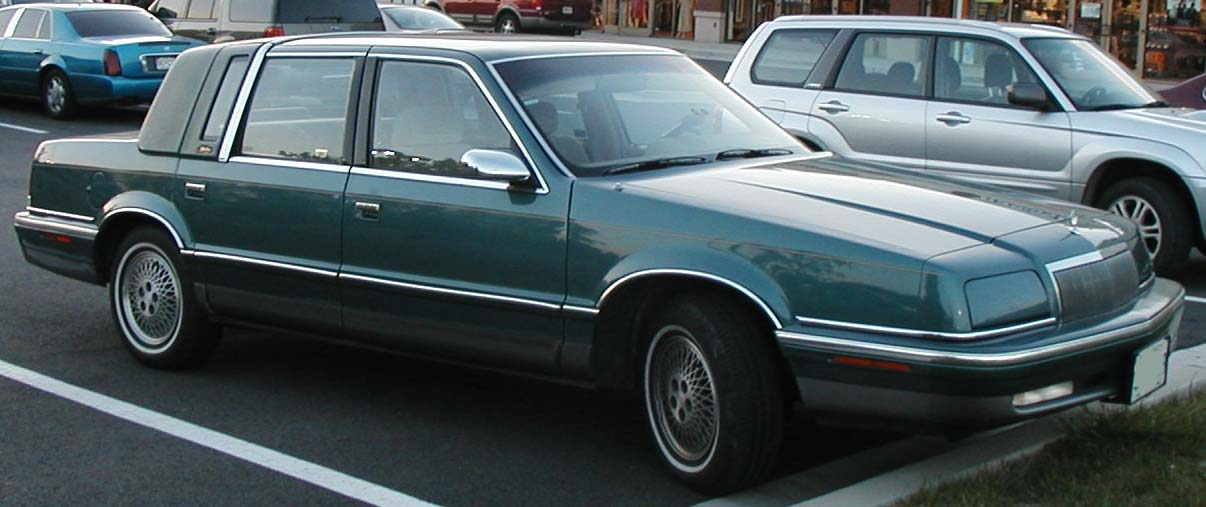
1992年型ニューヨーカー・フィフスアベニュー

1990年からは再びニューヨーカー・シリーズ(1990年の時点ではニューヨーカーという単独の名前はなくベーシックモデルにもニューヨーカー・サロンとサブネームがつけられていた。)をベースに開発されたため、名前は「ニューヨーカー・フィフスアベニュー」に戻るかたちとなった。
ベーシックなニューヨーカー・シリーズはCプラットフォームを使用していたが、ニューヨーカー・フィフスアベニューはそれをベースに拡張されたYプラットフォームを使用していた。
このYプラットフォームは、当時のクライスラーの最高峰であるインペリアルと共有するものであった。
1992年、マイナーチェンジで若干丸みを帯びたボディデザインに変更された。1993年、生産終了となった。